# Port Hope Simpson
Port Hope Simpson est une localité située sur la côte sud-est du Labrador à 215 km de la frontière entre le Québec et Terre-Neuve-et-Labrador.
Port Hope Simpson comptait 412 habitants en 2016 contre 441 habitants en 2011. La population de la localité est en décroissance depuis plus d'une décennie.

## Histoire
Port Hope Simpson a été initialement fondée en 1934 comme camp de bûcherons et a été nommé d'après le commissaire anglais aux ressources naturelles et commissaire par intérim de la justice, Sir John Hope Simpson.

## Géographie
Port Hope Simpson se situe sur la rive sud de l'estuaire de la rivière Alexis, à l'extrémité de la baie Alexis.
La localité est reliée au reste du pays par la route 510 dont le pont passe au-dessus de l'estuaire de la rivière Alexis.